# Liste der Fährschiffe der Autofähre Konstanz–Meersburg
Diese Liste bietet einen Überblick über sämtliche je gebauten Fährschiffe der Autofähre Konstanz–Meersburg. Alle Schiffe, bei denen keine Daten zum Bau angegeben sind, wurden von der Bodan-Werft in Kressbronn am Bodensee gebaut.
| Nr | Indienststellung: Name, Jahr: späterer Name               |  | Außer- dienst- stellung | Bemerkungen | Verdrän- gung | Länge über alles | Kapazität | Verbleib                                                       |
| -- | --------------------------------------------------------- |  | ----------------------- | --- | ------------- | ---------------- | --------- | -------------------------------------------------------------- |
| 1  | 1928: Konstanz 1930: Meersburg 1963: Lukas 2011: Konstanz |  | 1963                    | Erste Kfz-Binnenseefähre Europas, noch ohne Passagierdeck. 1963 bis ca. 1980 Arbeitsschiff, 1996 bis 2011 restauriert. | 140 t         | 32 m             | 15 Pkw    | restauriert, jetzt Traditionsschiff Historische Fähre Konstanz |
| 2  | 1930: Konstanz 1970: Herkules                             |  | 1970                    | 1950: Erhöhung der Durchfahrtshöhe von 3,20 m auf 3,60 m 1970 bis 1993 Arbeitsschiff. | 350 t         | 42 m             | 25 Pkw    | verschrottet                                                   |
| 3  | 1939: Konstanz 1947: Baden 1947: Bodan 1963: Meersburg    |  | 1975                    | | 400 t         | 45,5 m           | 30 Pkw    | Seit 1977 in Lochau als Klubheim an Land                       |
| 4  | 1952: Linzgau                                             |  | 1980                    | Erbaut durch die Deggendorfer Werft und Eisenbau in Deggendorf, in Segmenten nach Ludwigshafen am Bodensee transportiert und dort auf provisorischem Querslip zusammengebaut.                                                | 464 t         | 49,5 m           | 30 Pkw    | 1996 verschrottet                                              |
| 5  | 1954: Thurgau                                             |  | 2004                    | Erste Fähre auf dem Bodensee mit Voith-Schneider-Antrieb 1965/66: Decksverbreiterung von 8,15 m auf 8,82 m; Einbau Fernbedienung, Fäkalienanlage.                                                                            | 496 t         | 54 m             | 40 Pkw    | 2005 verschrottet                                              |
| 6  | 1957: Hegau                                               |  | 2004                    | 1966/67: Decksverbreiterung von 8,35 m auf 8,91 m; Einbau Fernbedienung, Fäkalienanlage. | 516 t         | 54 m             | 30 Pkw    | 2006 verschrottet                                              |
| 7  | 1963: Fritz Arnold                                        |  | 2012                    | | 512 t         | 54 m             | 40 Pkw    | 2012 verschrottet                                              |
| 8  | 1970: Fontainebleau                                       |  |                         | | 534 t         | 54 m             | 40 Pkw    | im Dienst                                                      |
| 9  | 1975: Konstanz                                            |  |                         | | 842 t         | 68 m             | 54 Pkw    | im Dienst                                                      |
| 10 | 1980: Meersburg                                           |  |                         | | 842 t         | 68 m             | 54 Pkw    | im Dienst                                                      |
| 11 | 1993: Kreuzlingen                                         |  |                         | Erste Fähre auf dem Bodensee mit dieselelektrischem Antrieb. | 857 t         | 68 m             | 54 Pkw    | im Dienst                                                      |
| 12 | 2004: Tábor                                               |  |                         | Neues Design mit viel Glasflächen, behindertengerecht durch Aufzug, Toiletten unter Deck, dieselelektrischer Antrieb. Den Rumpf lieferte die polnische Finnomar-Werft in Stettin, der Bau erfolgte dann bei der Bodan-Werft. | 1060 t        | 72 m             | 60 Pkw    | im Dienst                                                      |
| 13 | 2010: Lodi                                                |  |                         | Optimierter und um gut 10 m verlängerter Entwurf zur Tábor, Antrieb über zwei Dieselmotoren. Teile auch dieser Fähre wurden in Stettin gefertigt und auf der Bodan-Werft zusammengesetzt.                                    | 1120 t        | 82,4 m           | 64 Pkw    | im Dienst                                                      |
| 14 | 2023: Richmond                                            |  |                         | Erste Fähre auf dem Bodensee mit reinen Gasmotoren (LNG), ansonsten weitgehend identisch zur Lodi. Den Rumpf lieferte die Hamburger Werft Pella Sietas, der Bau erfolgte dann in Fußach (Österreich).                        |               | 82,5 m           | 62 Pkw    | im Dienst                                                      |